# جيكي سشني
جيكي سشني (بالإنجليزية: Jicky Schnee)‏ هي عارضة وممثلة بريطانية، ولدت في 1953.

## وصلات خارجية
- جيكي سشني على موقع IMDb (الإنجليزية)
- جيكي سشني على موقع قاعدة بيانات الفيلم (الإنجليزية)